# Magliano Romano
Magliano Romano ist eine italienische Gemeinde in der Metropolitanstadt Rom in der Region Latium mit 1366 Einwohnern (Stand 31. Dezember 2024). Sie liegt 41 Kilometer nördlich von Rom.

## Geographie
Magliano Romano liegt auf einem Felssporn über dem Valle Nocchia im vulkanischen Hügelland des nördlichen Latium mit seinen tief eingeschnittenen Tälern, östlich der Sabatiner Berge.

## Geschichte
Magliano war ab dem 9. und 8. Jahrhundert v. Chr. von den Faliskern besiedelt. Ab dem 7. Jahrhundert v. Chr. kam es unter die Herrschaft von Veji und ab dem 5. Jahrhundert v. Chr. unter die von Rom. Der Name Magliano wurde erstmals in einer Bulle von Papst Gregor VII. 1081 erwähnt, der den Ort dem Kloster von Sankt Paul vor den Mauern übertrug. Unter der anschließenden Herrschaft der Grafen Anguillara wurde er 1241 von Viterbo zerstört.
Ab dem 15. Jahrhundert wechselten sich die Adelsfamilien der Orsini, Cesi, Borromeo und Chigi in der Herrschaft über Magliano ab. 1911 wurde der ursprüngliche Name Magliano Pecorareccio (etwa Magliano der Schäfer) durch den Namen Magliano Romano ersetzt, um auch weiterhin eine Unterscheidung zu anderen Orten mit dem Namen Magliano zu bieten.

## Bevölkerungsentwicklung
| Jahr      | 1881 | 1901 | 1921 | 1936 | 1951 | 1971 | 1991 | 2001 | 2022 |
| --------- | ---- | ---- | ---- | ---- | ---- | ---- | ---- | ---- | ---- |
| Einwohner | 455  | 626  | 775  | 963  | 1046 | 985  | 1096 | 1322 | 1415 |

Quelle: ISTAT

## Politik
Marcello Mancini wurde im Mai 2003 zum Bürgermeister gewählt und im April 2008 im Amt bestätigt.